# Bernissart
Bernissart es un municipio de la Provincia de Henao, Bélgica. El municipio incluye también la pequeña localidad de Blaton. 

## Geografía

### Secciones del municipio
El municipio comprende los antiguos municipios, que se fusionaron en 1977:
| - Bernissart - Blaton - Harchies - Pommeroeul - Ville-Pommeroeul |

## Demografía

### Evolución
Todos los datos históricos relativos al actual municipio, el siguiente gráfico refleja su evolución demográfica, incluyendo municipios después de efectuada la fusión el 1 de enero de 1977.
| Gráfica de evolución demográfica de Bernissart entre 1846 y 2019 |
|                                                                  |

## La mina de los iguanodontes
En abril de 1878, se descubrieron en el municipio, docenas de esqueletos de Iguanodon en una mina de carbón, a 322 metros de profundidad. Debido a la proximidad de los restos, en aquel momento se consideró como prueba de que algunos dinosaurios eran animales gregarios. Las excavaciones y posterior reconstrucción de los esqueletos fueron dirigidas por el paleontólogo Louis Dollo, quien se convirtió en el primer investigador en lograr reconstruir por completo el esqueleto de un dinosaurio, fijando el estándar que se ha seguido durante más de un siglo. Nueve de los veintidós esqueletos recuperados fueron preparados y expuestos al público en 1882 y aún pueden verse en el museo del Real Instituto Belga de Ciencias Naturales en Bruselas. Las excavaciones paleontológicas se llevaron a cabo hasta 1881. Durante la I Guerra Mundial hubo un intento por parte de los ocupantes alemanes por reabrir la excavación, posteriormente, en 1921, la mina se inundó y cerró definitivamente.